# Премия ASCAP Founders Award
Премия ASCAP Founders Award — высшая награда Американского общества композиторов, авторов и издателей (ASCAP). Вручается авторам песен и композиторам, сделавшим новаторский вклад в музыку, вдохновив своих коллег по ремеслу и оказав влияние на их творчество.
Награда присуждается ежегодно (за исключением 1998, 1994, 1992, 1990 и 1987 годов). В ходе церемонии лауреат обычно произносит речь, исполняет свои песни либо в его честь играют другие артисты. Премия ASCAP Founders Award также может присуждаться посмертно.

## Награждённые
- 2019 — Джефф Линн; Рэнди Трэвис[2]
- 2018 — Дезмонд Чайлд; Роско Митчелл
- 2017 — The Notorious B.I.G.; Дайан Уоррен; Стивен Шварц; Родни Кроуэлл; Стив Мак
- 2016 — Рики Скэггс; Джон Мелленкамп
- 2015 — Эллиот Голденталь; Джин Симмонс и Пол Стэнли (из группы Kiss)
- 2014 — Джермейн Дюпри; Том Петти
- 2013 — Стивен Тайлер и Джо Перри
- 2012 — Карли Саймон; Куинси Джонс
- 2011 — Шон Комбс; Род Стюарт
- 2010 — Алан Джексон; Dr. Dre; Патти Смит
- 2009 — Энн Уилсон и Нэнси Уилсон (из группы Heart)
- 2008 — Алан и Мэрилин Бергман
- 2007 — Мелисса Этеридж
- 2006 — Энни Леннокс
- 2005 — Рубен Блейдс; Нил Янг
- 2004 — Джексон Браун; Эммилу Харрис
- 2003 — Элвис Костелло
- 2002 — Джеймс Тейлор
- 2001 — Элмер Бернстайн; Артуро Сандоваль; Том Уэйтс
- 2000 — группа Steely Dan
- 1999 — Гарт Брукс; Джони Митчелл; Стивен Сондхайм
- 1997 — Билли Джоэл
- 1996 — Ashford & Simpson; Джордж Мартин
- 1995 — Дон Хенли и Глен Фрай (из группы Eagles); Тито Пуэнте
- 1993 — Берт Бакарак и Хэл Дэвид
- 1991 — Джерри Либер и Майк Столлер
- 1988 — Берри Горди и Motown Industries; Смоки Робинсон; Джул Стайн
- 1986 — Боб Дилан
- 1985 — Пол Маккартни
- 1984 — Стиви Уандер